# Kostas Fortounis
Konstantinos 'Kostas' Fortounis (Trícala, 16 de outubro de 1992) é um futebolista grego que atua como meio-campista. Atualmente joga no Olympiacos.

## Carreira

### Trikala
Fortounis se profissionalizou no modesto Trikala, da Grécia, em 2008, clube onde permaneceu até 2010.

### Asteras Tripolis
Em julho de 2010 foi contratado pelo Asteras Tripolis, também da Grécia. Disputou 25 jogos e marcou apenas um gol no ascendente time do Peloponeso. Logo depois foi vendido ao Kaiserslautern, da Alemanha.

### Kaiserslautern
Chegou ao clube da 2. Bundesliga no verão de 2011 e jogou por três temporadas, até se transferir para o Olympiacos. No total pelo Kaiserslautern, Fortounis atuou em 77 partidas e marcou três gols.

## Seleção Nacional
Após ter defendido a Grécia Sub-19 e Sub-21, recebeu sua primeira convocação para a Seleção Grega principal em 2012. Em maio foi um dos 23 convocados pelo treinador Fernando Santos para a Eurocopa.

## Títulos
Olympiakos
- Super Liga Grega: 2014–15, 2015–16, 2016–17, 2019–20, 2020–21 e 2021–22
- Copa da Grécia: 2014–15
- Liga Conferência Europa da UEFA: 2023–24